# Frederique de Jong
Frederique de Jong (1968) is journalist, podcaster, mediator en gespreksleider.

## Journalist
Na haar studie Culturele Studies aan de Universiteit van Amsterdam werkte ze als schrijvend journalist voor kranten en tijdschriften. Daarna presenteerde zij bij BNR Nieuwsradio en de NOS. Voor de journalistieke beweging Follow the Money maakt zij de podcast Frederique vraagt door. Ook is zij hoofdredacteur van de papieren wijkkrant Jordaan & GoudenReael. 

## Radio
Haar radiocarrière begon bij de lokale omroep AmsterdamFM. Daarna werkte De Jong bij internetzender Finance Television en AT5, waar ze financiële programma's presenteerde. Ze maakte een documentaireprogramma voor de tv-zender Het Gesprek en presenteerde tien jaar bij BNR Nieuwsradio. 
Vanaf 2014 presenteerde ze voor de NOS het Radio 1 Journaal op NPO Radio 1. Ze deed dat samen met Marcel Oosten.
Vanaf 2016 werkt zij als mediator bij startups van het bedrijf Startup Bootcamp en was ze eindredacteur van het Nieuws voor de Vooruitgang op Sublime (het vroegere Arrow Jazz FM).
Voor de Stichting Nipkow is zij jurylid voor de  Zilveren Reissmicrofoon. Ook was zij jurylid voor de VOJN-Awards.
Daarnaast treedt ze op als debat- en gespreksleider.